# Вильгурт
Вильгу́рт (рос. Выльгурт) — присілок в Глазовському районі Удмуртії, Росія.

## Населення
Населення — 23 особи (2010; 24 в 2002).
Національний склад станом на 2002 рік:
- удмурти — 96 %

## Урбаноніми[3]
- вулиці — Вильгуртська